# Борота Віктор Степанович
Ві́ктор Степа́нович Борота (1 серпня 1936, с. Старогнатівка, нині Волноваський район, Донецька область — 6 травня 2022) — український спортсмен, тренер з вільної боротьби, письменник, поет. Грек за походженням. Майстер спорту СРСР (1963). Заслужений тренер СРСР (1980).Заслужений працівник фізичної культури і спорту України (1997). Член Спілки письменників СРСР, Національної спілки письменників України, Національної спілки журналістів України.

## Життєпис
Віктор Степанович Борота народився 1 серпня 1936 року в селі Старогнатівка на Донеччині.
1957 року закінчив факультет фізичного виховання Кримського педагогічного інституту.
Почав працювати тренером з вільної боротьби Добровільного спортивного товариства «Колос» у рідному селі Старогнатівка (1962—1975), де самотужки створив спортивнусекцію — сільську школу боротьби, яка виховала чемпіонів країни та світу. Найтитулованіший вихованець Віктора Бороти — Ілля Мате, чемпіон Ігор ХХІІ Олімпіади (1980) у ваговій категорії до 100 кг, дворазовий чемпіон світу (1979, 1982) та бронзовий призер чемпіонату світу (1981), чемпіон Європи (1979).
Працював тренером-викладачем з вільної боротьби Школи вищої спортивної майстерності Донецької області (1975—1996).
Від 1996 року — на пенсії. Віктору Степановичу призначена призначена державна стипендія Президента України, стипендія Кабінету Міністрів України як видатному діячу фізичної культури і спорту (2012).
Помер 6 травня 2022 року.

## Творчість
Віктор Борота — письменник та поет, член Національних спілок письменників і журналістів України.
Дебютував оповіданням «Чолпан — утренняя звезда» у збірці «Параллель: Молодая проза Донбасса» (Донецьк, 1981).
Писав російською та урумською мовами. Автор роману-мозаїки «Восшествие на Олимп» («Сходження на Олімп»), збірок віршів та прози про спорт. Твори Віктора Бороти значною мірою автобіографічні, це спроби переосмислити власне життя та історію свого народу.

## Вибрані твори

### Збірки поезій
- «Непреклонность» (1985)
- «Созвездия скал» (1988),
- «От Прометеева огня» (1992)
- «Комли дерев» (1992)
- «Хысмет» («Доля», 1993)
- «Звезда Чолпан» (1999)
- «Аббатство камней» (1999)
- «Отчий клич» (2000)
- «Тайна стихий» (2000)
- «Элефтерия» (2001)

### Збірки прози
- «Галаман грядущий» (Москва, 1992)
- «Гордиев узел» (1996)
- «Авторские афоризмы» (1999)

## Відзнаки
- Заслужений тренер України (1976)
- Майстер спорту, заслужений тренер СРСР (1980)
- Нагороджений медаллю «За трудову доблесть» (1980)
- Заслужений працівник фізичної культури і спорту України (1997)